# Cecilia Knutsdotter (Aspenäsätten)
Cecilia Knutsdotter (Aspenäsätten), död efter 12 mars 1350, var en svensk godsägare.

## Biografi
Cecilia Knutsdotter (Aspenäsätten) var dotter till drotsen och riksrådet Knut Jonsson (Aspenäsätten) och Katarina Benktsdotter (Folkungaätten). Hon skänkte 25 mars 1336 som änka, med bifall av sina barn, en gård i Torpa socken till S:t Martins kloster i Skänninge, i vars kloster hennes dotter Elena Bosdotter ingick.
Hon ägde även jord i Bråbo härad och Ydre härad i Östergötland.

### Familj
Cecilia Knutsdotter nämns som trolovade 16 maj 1306 var med Bo Nilsson (Natt och Dag) och de gifte sig troligen samma år, han var son till Sten Bosson (Natt och Dag) och Ingeborg Karsldotter. De fick tillsammans barnen Ingeborg Bosdotter (Natt och Dag) som var gift med Johan Tomasson (Grip) och riddaren Johan Dansson, häradshövdingen Bengt Bosson (Natt och Dag) i Skärkinds härad, Magnus Bosson, riddaren och riksrådet Bo Bosson (Natt och Dag), Ragnborg Bosdotter och Elna Bosdotter.